# Libengaia milonius
Libengaia milonius är en insektsart som beskrevs av Rauno E. Linnavuori 1969. Libengaia milonius ingår i släktet Libengaia och familjen dvärgstritar. Inga underarter finns listade i Catalogue of Life.